# Partito d'Azione Popolare
Il Partito d'Azione Popolare (in inglese: People's Action Party - PAP; in malese: Parti Tindakan Rakyat) è un partito politico di centro-destra attualmente attivo in Singapore.

## Storia
Fondato nel 1954 come partito pro-indipendenza discendente da un'antica organizzazione studentesca, il partito ha finito per controllare il sistema politico della nazione asiatica. Sin dalle elezioni generali del 1959, ha dominato la politica di Singapore ed è stato indicato come il responsabile del rapido sviluppo sociale, politico ed economico di Singapore.
Nelle elezioni del 2020, le elezioni più recenti tenutesi nella nazione, il PAP ha vinto 83 dei 93 seggi nel Parlamento di Singapore con il 61.23% dei voti totali.

## Risultati elettorali
| Elezione          | Voti      | %     | Seggi   |
| ----------------- | --------- | ----- | ------- |
| Parlamentari 2011 | 1.212.154 |       | 81 / 93 |
| Parlamentari 2015 | 1.576.784 | 69,86 | 83 / 93 |
| Parlamentari 2020 | 1.527.491 | 61,23 | 83 / 93 |